# Кіпріан Робер
Кіпріан Робер (фр. Cyprien Robert; 1 лютого 1807, Анже — 1865) — французький публіцист і філолог, слов'янознавець.

## Біографія
Народився в м. Анже (Франція). 1845—1857 — професор слов'янських мов і літератур у Колеж де Франс. 1848 — засновник Товариства визволення слов'ян, яке діяло під гаслом боротьби за Федерацію республік слов'янських народів. Підкреслював єдність мови населення всієї України — від чорноморських степів до Буковини і Закарпаття. Перебував під впливом романтичних ідей про своєрідність устрою первісних слов'ян, вдавався до необґрунтованих гіпотез при висвітленні етногенезу слов'янських народів. Оноре де Бальзак згадав про нього у своєму творі «Лист про Київ».

## Праці
Автор праць:
- «Нарис філософії мистецтва» (1836),
- «Слов'яни в Туреччині» (1844),
- «Два панславізми» (Париж—Лейпциг, 1847),
- «Слов'янський світ, його минуле, сучасний стан і майбутнє» (т. 1—2, Париж, 1852; італ. пер. — Марсель, 1858).